# Romainville
Romainville település Franciaországban, Seine-Saint-Denis megyében. Lakosainak száma 35 314 fő (2022. január 1.). Romainville Bagnolet, Les Lilas, Bobigny, Montreuil, Noisy-le-Sec és Pantin községekkel határos.

## Népesség
A település népessége az elmúlt években az alábbi módon változott:
| Lakosok száma | 25 657 | 26 031 | 26 640 | 27 567 | 28 536 | 30 087 | 31 469 | 33 266 | 35 314 |
|               | 2013   | 2015   | 2016   | 2017   | 2018   | 2019   | 2020   | 2021   | 2022   |

## Híres szülöttei
- Jean-Laurent Cochet (1935–2020) francia színész, színházi rendező